# あてなよる
『あてなよる』は、NHKが2015年9月29日からBSプレミアムおよびBS4Kにて放送している、酒と「酒のアテ」を主題とした料理番組である。
当初はBSプレミアムで不定期ながら木曜日午後11時15分からの29分枠であったが、2019年4月4日からBS4Kでレギュラー化し44分枠となった。BSプレミアムで不定期に再放送することがあり、2021年4月7日からは総合テレビで再放送（BS4K同時放送）している。
毎回「○○で（を）呑む」というテーマ食材を設定し、原則〆を含む4品のアテとそれに合う酒をゲストに振る舞う。

## 出演者
- 大原千鶴（料理研究家）
- 若林英司（ソムリエ、第一夜は酒監修のみ）
- 松尾剛（第一夜のみ）
- 石橋蓮司（ナレーション）

## 放送スケジュール
- 2015年9月29日 - 2017年9月23日
  - BSプレミアムにて原則毎月最終週木曜日（ただし不定期）23:15 - 23:44[1]
- 2019年4月4日 - 2020年3月26日
  - BS4Kにて毎週木曜日 21:15 - 21:59
- 2020年4月6日[2] - 2021年3月22日
  - BS4Kにて毎週月曜日 21:00 - 21:44（毎週火曜日 17:00 - 17:44再放送）[3]
- 2021年4月8日 - 2022年3月17日
  - 総合テレビにて毎週木曜日 14:05 - 14:49（BS4K同時放送）

## 放送内容

### BSプレミアム(29分版)
| 放送回   | 初回放送日    | タイトル                                | ゲスト                           |
| -------- | ------------- | --------------------------------------- | -------------------------------- |
| 第一夜   | 2015年9月29日 | たまごで呑む                            | 野口健、戸田菜穂                 |
| 第二夜   | 2016年2月25日 | 大阪 法善寺界隈で呑む                   | 船越英一郎                       |
| 第三夜   | 2016年3月3日  | 鮭で呑む                                | 中越典子、長沼毅                 |
| 第四夜   | 2016年4月28日 | 納豆で呑む                              | 岸博幸、押切もえ                 |
| 第五夜   | 2016年5月26日 | 駿河湾を呑む                            | 筧利夫                           |
| 第六夜   | 2016年6月30日 | 肝で呑む                                | 渡部陽一、坂井真紀               |
| 第七夜   | 2016年7月28日 | 鮎で呑む                                | 三浦理恵子、長沼毅               |
| 第八夜   | 2016年8月25日 | ハムで呑む                              | パンツェッタ・ジローラモ、芦名星 |
| 第九夜   | 2016年9月29日 | 豆腐屋を呑む                            | 市川実和子、為末大               |
|          | 2016年12月8日 | 夏目漱石に捧ぐ第一夜 ライスカレーで呑む | 白井晃、本上まなみ               |
|          | 2016年12月9日 | 夏目漱石に捧ぐ第二夜 漬物で呑む         | 豊川悦司、宮沢りえ               |
| 第十二夜 | 2017年4月26日 | つぶつぶで呑む                          | 藤井隆、鈴木砂羽                 |
| 第十三夜 | 2017年5月3日  | 生姜で呑む                              | 田畑智子、浅田舞                 |
| 第十四夜 | 2017年5月10日 | 粉もんで呑む                            | 常盤貴子、団時朗                 |
| 第十五夜 | 2017年8月5日  | トロトロで呑む                          | 勝村政信、橋本マナミ             |
| 第十六夜 | 2017年8月12日 | イカで呑む                              | パパイヤ鈴木、紫吹淳             |
| 第十七夜 | 2017年8月19日 | にんにくで呑む                          | LiLiCo、白石美帆                 |
| 第十八夜 | 2017年9月9日  | 唐辛子で呑む                            | 高橋克実、辺見えみり             |
| 第十九夜 | 2017年9月16日 | きのこで呑む                            | 草刈民代、金子貴俊               |
| 第二十夜 | 2017年9月23日 | 巻き巻きで呑む                          | 林遣都、秋山菜津子               |

### BS4K(44分版)
2020年6月15日(#33)〜8月17日(#36)放送分は新型コロナウイルス感染症の世界的流行のためリモート収録となっている。このため通常ゲストは2名のところ、1名のみとなっている。
| 放送回 | 初回放送日     | タイトル                | ゲスト                             |
| ------ | -------------- | ----------------------- | ---------------------------------- |
|        | 2018年12月22日 | チーズで呑む            | 田中要次、市川紗椰                 |
|        | 2019年2月16日  | 小鍋で呑む              | 八嶋智人、鈴木明子                 |
| #1     | 2019年4月4日   | 牛肉で呑む              | 鈴木浩介、戸田菜穂                 |
| #2     | 2019年4月11日  | 貝で呑む                | さかなクン、唐橋ユミ               |
| #3     | 2019年4月18日  | ネギで呑む              | 渡部陽一、安田美沙子               |
| #4     | 2019年5月9日   | いわしで呑む            | パトリック・ハーラン、内山理名     |
| #5     | 2019年5月16日  | フルーツで呑む          | 山崎樹範、南沢奈央                 |
| #6     | 2019年6月13日  | 鶏で呑む                | 佐戸井けん太、川田裕美             |
| #7     | 2019年6月20日  | 海苔で呑む              | 吉田類、ちはる                     |
| #8     | 2019年7月4日   | そば前で呑む            | モーリー・ロバートソン、西尾まり   |
| #9     | 2019年7月11日  | 瓜で呑む                | パンツェッタ・ジローラモ、酒井美紀 |
| #10    | 2019年8月1日   | 町中華で呑む            | 青木愛、正名僕蔵                   |
| #11    | 2019年8月8日   | 豚肉で呑む              | 宮下純一、八木沼純子               |
| #12    | 2019年8月22日  | 茄子で呑む              | 羽田美智子、石井正則               |
| #13    | 2019年9月5日   | 羊で呑む                | 大和田伸也、高田秋                 |
| #14    | 2019年9月19日  | 海老で呑む              | 清水ミチコ、為末大                 |
| #15    | 2019年9月26日  | トマトで呑む            | 須藤元気、小椋久美子               |
| #16    | 2019年10月3日  | 鯖で呑む                | ハリー杉山、道端アンジェリカ       |
| #17    | 2019年10月10日 | ホットプレートで呑む    | 尾野真千子、 柄本佑                |
| #18    | 2019年10月17日 | クサいで呑む            | 三宅弘城、秋元才加                 |
| #19    | 2019年11月7日  | 塩で呑む                | コロッケ、ラブリ                   |
| #20    | 2019年11月14日 | 木の実で呑む            | 矢田亜希子、宇梶剛士               |
| #21    | 2019年12月5日  | マグロで呑む            | 袴田吉彦、山口真由                 |
| #22    | 2019年12月12日 | 鴨で呑む                | 真壁刀義、村上佳菜子               |
| #23    | 2019年12月19日 | 芋で呑む                | 平井理央、松尾諭                   |
| #24    | 2020年1月9日   | カニで呑む              | 宅間孝行、宇賀なつみ               |
| #25    | 2020年1月16日  | 根っこで呑む            | 要潤、早見優                       |
| #26    | 2020年2月13日  | ブリで呑む              | 鈴木砂羽、波岡一喜                 |
| #27    | 2020年2月20日  | アボカドで呑む          | コウケンテツ、安蘭けい             |
| #28    | 2020年2月27日  | 練り物で呑む            | 六角精児、八木沼純子               |
| #29    | 2020年3月5日   | キャベツで呑む          | 清水宏保、小椋久美子               |
| #30    | 2020年3月19日  | 鯛で呑む                | 佐々木則夫、前田典子               |
| #31    | 2020年4月6日   | 芋焼酎を呑む            | 栗山千明、 ケンドーコバヤシ        |
| #32    | 2020年6月1日   | 新玉ねぎで呑む          | とよた真帆、加藤雅也               |
| #33    | 2020年6月15日  | ソーセージで呑む        | 飯尾和樹                           |
| #34    | 2020年7月6日   | 素麺で呑む              | 馬場裕之                           |
| #35    | 2020年7月20日  | 食パンで呑む            | 辺見えみり                         |
| #36    | 2020年8月17日  | ピーマンで呑む          | 早見優                             |
| #37    | 2020年8月24日  | スパイスで呑む          | 六角精児、入山杏奈                 |
| #38    | 2020年9月7日   | ビターで呑む            | 島田雅彦、鶴田真由                 |
| #39    | 2020年9月14日  | 昆布で呑む              | 山村紅葉、木本武宏                 |
| #40    | 2020年10月12日 | レモンサワーを呑む      | 鈴木砂羽、松本利夫                 |
| #41    | 2020年10月19日 | ごまで呑む              | 筒井真理子、磯村勇斗               |
| #42    | 2020年11月2日  | もやしで呑む            | 高橋メアリージュン、酒向芳         |
| #43    | 2020年11月16日 | ソースで呑む            | 馬場裕之、馬場園梓                 |
| #44    | 2020年12月7日  | 大根で呑む              | 桂米團治、本上まなみ               |
| #45    | 2020年12月14日 | 正月時代劇SP 漬けで呑む | 中村七之助、永山瑛太               |
| #46    | 2021年1月18日  | 泡を呑む                | 塚地武雅、板谷由夏                 |
| #47    | 2021年2月1日   | 焼肉屋を呑む            | 稲森いずみ、勝村政信               |
| #48    | 2021年2月15日  | 日本海を呑む            | 柴田理恵、八嶋智人                 |
| #49    | 2021年3月15日  | 串で呑む                | 川合俊一、戸田菜穂                 |
| #50    | 2021年3月22日  | 米で呑む                | 飯尾和樹、西田尚美                 |